# Мариновці (Габровська область)
Мари́новці (болг. Мариновци) — село в Габровській області Болгарії. Входить до складу общини Севлієво.

## Населення
За даними перепису населення 2011 року у селі проживали 36 осіб.
Національний склад населення села:
| Національність   | Кількість осіб | Відсоток |
| ---------------- | -------------- | -------- |
| болгари          | 30             | 83,3%    |
| цигани           | 6              | 16,7%    |
| турки            | 0              | 0%       |
| інша             | 0              | 0%       |
| не визначились   | 0              | 0%       |
| Всього відповіли | 36             |          |

Розподіл населення за віком у 2011 році:
Динаміка населення: